# Harry Wunsch
Harry Frederick Wunsch (Chicago, 20 de noviembre de 1910-South Bend, 30 de abril de 1954) fue un jugador profesional de fútbol americano estadounidense, que jugó en la posición de guard. Jugó fútbol americano universitario para los Notre Dame Fighting Irish y más tarde durante una temporada en la National Football League (NFL) con los Green Bay Packers en 1934. También fue brevemente miembro de los St. Louis Gunners.

## Primeros años de vida
Wunsch nació el 20 de noviembre de 1910 en Chicago (Illinois), y se mudó a South Bend (Indiana), en 1926. Asistió a Central High School en South Bend, donde jugó fútbol americano como fullback y también compitió en atletismo, especializándose en salto de longitud y carrera de velocidad. Según la Official Football Review, la revista oficial de fútbol de Notre Dame, Wunsch «podía romper la línea, pasar y bloquear. Y podía correr».
Wunsch se matriculó en la Universidad de Notre Dame en 1930. Hizo una prueba para el equipo de fútbol americano Notre Dame Fighting Irish y fue ascendido a guard, jugando para ellos en 1931 como estudiante de segundo año. La revista Official Football Review lo describió como «inteligente, fogoso y rápido... [y] especialmente hábil para salir de la línea y generar interferencias para los backs». Se le conocía como «un bloqueador duro y un placador feroz. En apariencia, es bajo y corpulento, pero no le sobra ni una pizca de tejido. Es robusto y puede recibir y dar castigo».
En 1932, cuando era júnior, Wunsch fue enviado a la banca por sobrepeso. Bajó 30 libras (13,6 kg) para su último año año, pesando 212 libras (96,2 kg) al inicio de la temporada, y se convirtió en titular como guardia izquierdo. Fue nombrado capitán del equipo de los Fighting Irish para el primer partido de la temporada de 1933, designado por el entrenador Hunk Anderson. Fue el primer capitán de Notre Dame en ser designado bajo un nuevo sistema de selección, en el que se elegían nuevos capitanes para cada partido. Jugó su último partido universitario en 1933 contra los Army Black Knights. Ese año le concedieron la medalla del consejo atlético de Notre Dame por ser el mejor bloqueador del equipo. Mientras estuvo con los Fighting Irish, fue el único jugador oriundo de South Bend, la sede de Notre Dame.

## Carrera profesional
En agosto de 1934, Wunsch firmó para jugar fútbol profesional con los St. Louis Gunners. Al mes siguiente, se unió a los Green Bay Packers de la National Football League (NFL), después de que los Packers compraran su contrato a los Gunners. Apareció en dos juegos para los Packers como suplente antes de ser liberado a principios de octubre de 1934.

## Últimos años y muerte
Después de su breve paso por el fútbol profesional, Wunsch se convirtió en el comisionado de una organización conocida como la Asociación Nacional de Fútbol Amateur de Indiana y comenzó a entrenar a un equipo de fútbol semiprofesional en 1935. Ese mismo año se casó con Elsie Goethals y tuvo tres hijos con ella. Murió el 30 de abril de 1954, en South Bend, de un ataque cardíaco, a los 43 años.